# Stellasteropsis tuberculiferus
Stellasteropsis tuberculiferus är en sjöstjärneart som beskrevs av Macan 1938. Stellasteropsis tuberculiferus ingår i släktet Stellasteropsis och familjen ledsjöstjärnor. Inga underarter finns listade i Catalogue of Life.